# KANA (歌手)
KANA（かな、1973年5月13日 - ）歌手。埼玉県出身。身長163cm。旧芸名は可奈。

## 来歴
高校時代から小林宏和（兄）のデモテープに歌を吹き込んでおり、それが音楽関係者に見出され、第一プロダクションよりデビューに至った。
1998年 女性デュオ「Rose（）」として東芝EMIからデビュー。『純愛』『浅い夢』『恋の媚薬』の3枚をリリース。
2004年 「可奈」としてインディーズのMJ hitclubからソロデビュー。『ムーンライト･ホテル』をリリース。
2005年 杉本真人の「すぎもとBAND」にバックコーラスで参加。
2007年 杉本真人がすぎもとまさと名義で出したシングル『吾亦紅』のC/W曲『Bar スターライト』にデュエットで参加。
2009年 長渕剛のツアーに3年ほど参加。コーラスに携わった経緯は「自分と声が合う」という高橋ジャッキー香代子から誘われたこと。2人で「JK-FORCE」というユニットも結成。同年、テイチクレコードからソロでメジャー・デビュー。

## ディスコグラフィー
いずれもテイチクレコードよりリリース。

### シングル
※は、同じ品番数字のシングルカセット（TESA-）も発売。
| 発売日          | タイトル                                              | 作詞         | 作曲               | 品番 TECA- |
| --------------- | ----------------------------------------------------- | ------------ | ------------------ | ---------- |
| 2009年 5月20日  | ナイアガラ〜マリリン・モンローの伝説〜                | 橋本淳       | 杉本眞人           | ※12183     |
| 2009年 5月20日  | （c/w） 涙はいらない                                  | 冬弓ちひろ   | 杉本眞人           | ※12183     |
| 2010年 8月25日  | 時間よ止まれ〜ソロバージョン〜                        | 岡田冨美子   | 杉本眞人           | ※12248     |
| 2010年 8月25日  | （c/w） シャドー・フェイス                            | 杉本眞人     | 杉本眞人           | ※12248     |
| 2012年 10月17日 | センチメンタル・ゲイ・ブルース                        | 最首としみつ | 杉本眞人           | ※12395     |
| 2012年 10月17日 | （c/w） バーボン・ダブルで…（哀愁のジャズ・シンガー） | 星川裕二     | 杉本眞人           | ※12395     |
| 2014年 6月18日  | リバーサイド・カフェ                                  | 星川裕二     | 杉本眞人           | 12531      |
| 2014年 6月18日  | （c/w） 忍ばず・ものがたり〜メリーゴーランドと君と〜  | 朝比奈京子   | 杉本眞人           | 12531      |
| 2015年 8月19日  | 永遠（）の月                                          | 冬弓ちひろ   | 小林宏和           | 13623      |
| 2015年 8月19日  | （c/w） 泣かせてヨコハマ                              | 小林宏和     | 小林宏和           | 13623      |
| 2016年 5月18日  | 微笑みを想い出すまで                                  | 冬弓ちひろ   | 小林宏和           | 13682      |
| 2016年 5月18日  | （c/w） 姐御－ANEGO－                                 | RIE          | 小林宏和           | 13682      |
| 2017年 4月19日  | コイノアシアト                                        | 岩井薫       | 小林宏和           | 13759      |
| 2017年 4月19日  | （c/w） 恋してはぐれてloneliness                      | 森田いづみ   | 小林宏和           | 13759      |
| 2018年 4月18日  | 愛は流れ星                                            | 北村けいこ   | 小林宏和           | 13838      |
| 2018年 4月18日  | （c/w） 愛なんて、シャバダバだ。                      | 蛭田奈由未   | 小林宏和           | 13838      |
| 2018年 4月18日  | （c/w） あばよ！Good-bye                              | 北村けいこ   | 小林宏和           | 13838      |
| 2019年 2月20日  | ドライな貴方を飲みほして                              | 小林宏和     | 小林宏和           | 13902      |
| 2019年 2月20日  | 潮風の街                                              | RIE          | 小林宏和           | 13902      |
| 2019年 11月13日 | 再会の街                                              | 冬弓ちひろ   | 小林宏和           | 13972      |
| 2019年 11月13日 | （c/w） そんじょそこらの女                            | 冬弓ちひろ   | 小林宏和           | 13972      |
| 2020年 11月18日 | ラビリンス〜薔薇の蜃気楼〜                            | 冬弓ちひろ   | 小林宏和           | 20064      |
| 2020年 11月18日 | （c/w） カンパイ！ネオン★ランデブー                   | KANA&RIE     | 小林宏和           | 20064      |
| 2021年 11月17日 | 誰より愛しいひと                                      | 冬弓ちひろ   | 小林宏和           | 21058      |
| 2021年 11月17日 | （c/w） OSAKA～夕暮れて～                             | 冬弓ちひろ   | 小林宏和           | 21058      |
| 2022年 11月16日 | 午前0時のリフレイン                                   | 岩井薫       | 小林宏和           | 22064      |
| 2022年 11月16日 | （c/w） 黒ユリの女                                    | 冬弓ちひろ   | 小林宏和           | 22064      |
| 2023年 9月6日   | ラストシーン                                          | 秋元康       | 小林宏和・杉本眞人 | 23052      |
| 2023年 9月6日   | （c/w）ハートブレイク・ダンディー                     | 建石一       | 小林宏和・杉本眞人 | 23052      |

### アルバム
| 発売日         | タイトル                           | 品番 TECE- |
| -------------- | ---------------------------------- | ---------- |
| 2014年8月20日  | KANA・Best                         | 3257       |
| 2016年11月16日 | 永遠に…                            | 3415       |
| 2019年7月17日  | KANA SONG COLLECTION               | 3532       |
| 2020年4月15日  | KANA COVER SONG COLLECTION-姐御肌- | 3580       |

### DVD
| 発売日        | タイトル                | 品番 TEBE- |
| ------------- | ----------------------- | ---------- |
| 2017年9月20日 | 姐御烈伝-ALL TIME KANA- | 39238      |

## 出演
- 横山剣が行く大人のソウル!～カジノがイーネッ!（BSフジ）‐ 出演・ナレーション
- 玉袋筋太郎の『夜Tube』（YouTube配信番組）- MC 玉袋筋太郎・KANA

## コーラス（テレビ）
- 2007年  SAPPORO CM 梅クエン酸2000
- 2009年  NHK SONGS  アリス
- 2009年  NTV Music Lovers  長渕剛
- 2009年  CX ミュージックフェア  長渕剛
- 2010年  CX ミュージックフェア  ジュンス・藤あや子・MINMI・JUJU他
- 2010年  CX ミュージックフェア  平井堅
- 2010年  CX ミュージックフェア  長渕剛
- 2010年  NHK SONGS  長渕剛
- 2011年  NHK SONGS  長渕剛
- 2011年  TBS EXILE魂  広瀬香美・稲垣潤一

## コーラス（レコーディング）
- 2006年  すぎもとまさと アルバム『Bar Starlight』より「ドスコイダンシング」「クリフサイドのリリー」
- 2008年
  - NHK教育アニメ『おじゃる丸』
    - オープニング曲「夢人」北島三郎
    - エンディング曲「ぼくらの世界」水町レイコ

  - すぎもとまさと アルバム『Heartfull&Soulful』より「センチメンタル・ゲイ・ブルース」「 Hey！Mr.わたしが愛した早射ちマック」「1時間だけのクリスマスイブ」「元禄花見踊り」「惚れ神」「OSAKA RAINY BLUES 蛸焼き橋」
- 2009年
  - すぎもとまさと アルバム『曙橋〜路地裏の少年〜』より「曙橋〜路地裏の少年〜」
  - 矢島美容室「SAKURA -ハルヲウタワネバダ-」
- 2010年
  - すぎもとまさと『アルバム純喫茶〜懐かしい場面〜』より「メリーゴーランド」「六本木海峡」
  - 長渕剛 アルバム『TRY AGAIN』より「女神のスウィング」「ALL RIGHT」
  - 半田浩二「横濱」「ハイカラ酒場」
- 2011年
  - 東京ジョー（大沢樹生）「ガキの戯言」
- 2012年
  - 西郷輝彦「まだ太陽は燃えている」
  - 中村あゆみ「勝利の女神が舞い降りた」
- 2013年
  - 小林旭「素晴らしき哉人生」
  - 小錦八十吉「ドスコイダンシング」
  - 小金沢昇司「あなたは雪になりました」「HappyBirthday~花束を添えて～」
  - 天童よしみ「笑って」
  - 坂本冬美「お酒と一緒に」
- 2014年
  - すぎもとまさと
    - 「ユウジ」「道頓堀リバーサイドブルース」
    - アルバム『Thanks〜さらば友よ〜』より「Thanksさらば友よ」
- 2016年
  - 竹内力「今夜また逢いに行く」
- 2018年
  - 北島兄弟「ブラザー」

## コーラス（ライブ）
- 2009年
  - TSUYOSHI NAGABUCHI ARENA TOUR FRIENDS 全10公演
  - TSUYOSHI NAGABUCHI Shooting Special LIVE
  - TSUYOSHI NAGABUCHI ARENA TOUR FRENDS COUNTDOWN LIVE
- 2010年-2011年　
  - TSUYOSHI NAGABUCHI ARENA TOUR TRY AGAIN 全14公演
- 2012年
  - TSUYOSHI NAGABUCHI RUN FOR TOMORROW HALL TOUR 2012 全27公演
  - KIYOSHI SPECIAL CONCERT KIYOSHI'S Room
- 2018年　
  - MICHAL BALL&ALFIE BOE Together Japan Tour 2018 全3公演

## KANA ライブツアー
- 2013年7月26日 HOLLYWOOD (東京・池袋)
- 2013年10月27日 コシダカシアター (東京・浅草)
- 2014年4月5日 Younger Than Yesterday (神奈川・横須賀)
- 2014年9月15日 ROCK JOINT GB (東京・吉祥寺)
- 2014年11月18日 LIVE STATION (埼玉・狭山)
- 2014年12月6日 SHOWER ROUNGE PLUS (東京・渋谷)
- 2015年2月22日 LIVE STATION (埼玉・狭山)
- 2015年8月30日 赤城神社 (東京・神楽坂)
- 2016年7月3日 TIAT SKY HALL (東京・羽田空港)
- 2017年1月8日 SHIBUYA ENTERTAINMENT THEATER PLEASURE PLEASURE (東京・渋谷)
- 2017年4月23日 Casa de la musica (富山・高岡)
- 2017年5月13日 ボストンクラブ (北海道・札幌)
- 2017年6月15日 帯広市民文化ホール (北海道・帯広)
- 2017年6月16日 ザ・ルーテルホール (北海道・札幌)
- 2017年7月2日 KKR山口あさくら (山口・神田)
- 2017年7月17日 LIVE Bal虹の彼方 (大阪・茶屋町)
- 2017年8月27日 Dope lounge (東京・池袋)
- 2017年9月17日 代アニライブステーション (東京・新宿)
- 2017年10月15日 SHIBUYA ENTERTAINMENT THEATER PLEASURE PLEASURE (東京・渋谷)
- 2017年11月5日 Latin Cocktail (宮城・仙台)
- 2017年12月17日 Pleats.I (埼玉・入間)
- 2018年2月25日 STEP HEAVEN (埼玉・川越)
- 2018年5月13日 赤城神社 (東京・神楽坂)
- 2018年6月15日 カジノドライブ (北海道・旭川)
- 2018年6月16日 BFHホール (北海道・札幌)
- 2018年6月17日 MUSIC HOUSE JIG (北海道・滝川)
- 2018年7月22日 イエスシアター (大阪・難波)
- 2018年8月25日 ゲイツセブン (福岡・博多)
- 2018年9月23日 代アニライブステーション (東京・新宿)
- 2018年10月8日 ホテルガーデンパレス (宮城・仙台)
- 2018年11月29日 キャンディライオン (大阪・中崎町)
- 2019年1月20日 TIAT SKY HALL (東京・羽田空港)
- 2019年5月18日 SILKY HALL (大阪・八尾)
- 2019年11月17日 ふじみ野勤労福祉センター (埼玉・ふじみ野)
- 2021年2月11日 キャンディライオン (大阪・中崎町)
- 2021年4月4日 狭山ライブステーション (埼玉・狭山)
- 2021年5月5日 JBホール (愛知・名古屋)
- 2021年11月21日 仙台GIGS (宮城・仙台)
- 2022年1月16日 ゲイツセブン (福岡・博多)
- 2022年1月30日 TIAT SKY HALL (東京・羽田空港)
- 2022年3月27日 EVANS CASTLE HALL (奈良・三条)
- 2022年4月24日 今池ガスホール (愛知・名古屋)
- 2022年4月29日 J-SQUARE (東京・品川)
- 2022年5月15日 クラブ クリーム (広島・流川)
- 2022年5月22日 Pleats.I (埼玉・入間)
- 2022年6月5日 ゲイツセブン (福岡・博多)
- 2022年7月3日 クリフサイド (神奈川・横浜)
- 2022年8月28日 STEP HEAVEN (埼玉・川越)
- 2022年11月23日 イエスシアター (大阪・難波)
- 2022年12月10日 CREATES MIHO (長崎・船大工)
- 2022年12月11日 reflex (福岡・高砂)
- 2023年1月29日 しんゆりBASE (神奈川・新百合ヶ丘)
- 2023年2月23日 Pleats.I (埼玉・入間)
- 2023年2月26日 STAR DUST (宮城・仙台)
- 2023年3月12日 CREATES 2 (長崎・船大工)
- 2023年3月21日 ホール音蔵 (奈良・天理)
- 2023年6月11日 J-SQUARE (東京・品川)
- 2023年7月17日 八尾プリズム レセプションホール (大阪・八尾)
- 2023年8月27日 スクウェアガーデン (福岡・大名)
- 2023年9月18日 赤城神社 (東京・神楽坂)
- 2023年11月26日 ROPPONGI (愛知・岡崎)
- 2023年12月15日 ハピリンホール (福井・中央)
- 2023年12月24日 ゲイツセブン (福岡・中洲)
- 2024年1月6日 所沢ミューズ キューブホール (埼玉・所沢)
- 2024年1月21日 STAR DUST (宮城・仙台)
- 2024年1月28日 朝日生命ホール (大阪・淀屋橋)
- 2024年3月2日 アクロス福岡 円形ホール (福岡・天神)
- 2024年3月17日 Pleats.I (埼玉・入間)
- 2024年6月2日 Pleats.I (埼玉・入間)
- 2024年6月21日 アクロス福岡 円形ホール (福岡・天神)
- 2024年10月20日 武蔵ホール (埼玉・入間)
- 2024年11月9日 和歌山CLUB GATE (和歌山市)
- 2024年11月10日 SILKY HALL (大阪・八尾)
- 2024年11月17日 長崎歴史文化博物館ホール (長崎市)
- 2024年11月18日 アクロス福岡 円形ホール (福岡・天神)
- 2024年11月23日 ハピリンホール (福井・中央)
- 2024年12月15日 JB.STUDIO Monsieur (愛知・名古屋)